# Championnat du Portugal féminin de football de troisième division
Le Championnat du Portugal féminin de football de troisième division, également connu sous le nom de III Divisão Nacional Femenino, est une compétition semi-professionnelle et amateure de troisième division portugaise du football féminin. créée en 2020 sous l'égide de la Fédération portugaise de football. Les équipes les plus titrées sont Racing Power FC, SC Braga B, Vitória FC, Rio Ave et FC Porto avec 1 titre chacun.

## Palmarès[1]et statistiques

### Bilan par édition[2]
| Édition | Saison    | Champion            | Vice-champion |                              |                              |                              |                              |
| Édition | Saison    | Champion            | Vice-champion | II Divisão Nacional Femenino | II Divisão Nacional Femenino | II Divisão Nacional Femenino | II Divisão Nacional Femenino |
| ------- | --------- | ------------------- | ------------- | ---------------------------- | ---------------------------- | ---------------------------- | ---------------------------- |
| 1re     | 2020-2021 | Racing Power FC (1) | Rio Ave       |                              |                              |                              |                              |
| 2e      | 2021-2022 | SC Braga B (1)      | Famalicão B   |                              |                              |                              |                              |
| 3e      | 2022-2023 | Vitória FC (1)      | Tirsense      |                              |                              |                              |                              |
| 4e      | 2023-2024 | Rio Ave FC (1)      | Guia          |                              |                              |                              |                              |
| 5e      | 2024-2025 | FC Porto (1)        | Real SC       |                              |                              |                              |                              |

### Palmarès
| Rang | Clubs           | Titre(s) | Année(s) |
| ---- | --------------- | -------- | -------- |
| 1    | Racing Power FC | 1        | 2021     |
| 1    | SC Braga B      | 1        | 2022     |
| 1    | Vitória FC      | 1        | 2023     |
| 1    | Rio Ave FC      | 1        | 2024     |
| 1    | FC Porto        | 1        | 2025     |